# Roses
Roses  (Rosas in castigliano) è un comune spagnolo di 20.197 abitanti situato nella comunità autonoma della Catalogna, in provincia di Girona.
È un porto peschereccio e turistico e anche una rinomata località balneare in fondo al golfo omonimo nell'estrema propaggine pirenaica della Serra de Roses. Nel territorio comunale di Roses è presente un antico insediamento greco, Rhodas, che forse diede successivamente il nome all'attuale centro abitato.

## Storia

### Preistoria
Alcuni ritrovamenti risalgono al paleolitico, mentre una presenza umana stabile può essere datata, sulla base dei numerosi resti pervenutici, fin dagli inizi del III millennio a.C.. Fra le abbondanti vestigia preistoriche sono ancora visibili i tre massicci dolmen megalitici dei quali il Creu de Cobertella (3000 -2700 a.C.) è il più grande ed è stato dichiarato monumento storico artistico nel 1964. A questi vanno aggiunti due menhir e la grotta-dolmen del 2500 a.C..

### La città greca e romana
L'insediamento da cui deriva Roses è, secondo la leggenda, una colonia greca dei Rodii che si stabilirono nel 776 a.C. nella località cui dettero il nome di Rhoda (o Rhodus, in greco Ῥόδη o Ῥόδος, o Ῥοδίπολις o Ῥόδη πόλις). In realtà i ritrovamenti archeologici effettuati risalgono tutti al IV e al III secolo a.C. e con ogni probabilità anche questa, come Empúries, dovette essere una fondazione massaliota, come ci tramanda Strabone.
Rhoda, a giudicare dai ritrovamenti archeologici che iniziarono a venire alla luce solo negli anni sessanta del novecento, era meno estesa e popolosa di Empúries ma dovette conoscere anch'essa un periodo di grande prosperità a giudicare dalle emissioni monetarie della seconda metà del IV secolo a.C. e della prima metà del secolo successivo, fra le più pregiate dell'Iberia preromana. Nel corso del III secolo a.C. cadde sotto la dominazione di Empúries, come ci è testimoniato dalla sostituzione delle sue monete con quelle della vicina consorella ellenica.
L'occupazione romana, iniziata negli ultimi decenni del III secolo a.C. si protrasse fino al V secolo. Gli scarsi ritrovamenti di questo periodo (sono completamente assenti edifici pubblici e di culto), lasciano presupporre la modesta importanza che doveva rivestire Rhoda sia in epoca repubblicana che imperiale.

### L'età medievale e moderna
Dopo la caduta dell'Impero romano d'Occidente si insediarono sul posto i Visigoti che dominarono sulla regione fra il V secolo e i primi decenni dell'VIII secolo. L'occupazione araba (VIII secolo) fu di breve durata come per tutta la Catalogna settentrionale e già in epoca carolingia la zona di Rosas entrò a formar parte della Marca hispanica. Il rinnovamento culturale e religioso che prese l'avvio in quel periodo, si concretizzò successivamente nella costruzione del Monastero di Santa Maria de Rodes di cui resta la chiesa del 1022 in stile romanico lombardo. Al XVI secolo risale la Ciutadella, recinto del 1543 che comprendeva sia la città antica, che l'abitato medievale. Nel 1544, regnando il re Carlo I (imperatore con il nome di Carlo V) venne ampliato e modificato il Castello di origine visigota posto sulla Punta della Poncella.
Vista la vicinanza geografica alla Francia, Roses subì più volte occupazioni e attacchi francesi nel corso della storia. Il primo di questi attacchi fu durante la crociata contro la Corona d'Aragona nel 1285, quando l'esercito di Filippo III di Francia occupò Roses e usò il porto come base per invadere l'Empordà e assediare Gerona. La sconfitta francese costrinse alla ritirata il re davanti a Ruggero di Lauria, prima che avvenisse la battaglia del Panissars. Lauria rioccupò Roses dopo che era stata incendiata dai francesi.
Roses divenne una tappa importante per il commercio con le Isole Baleari, l'Italia e il Nord Africa. Pietro il Cerimonioso ne fece il punto di partenza per la sua spedizione militare in Sardegna nel 1354.
Nel XVI secolo, il re Carlo V d'Asburgo fece costruire una fortezza per difendere il luogo dagli attacchi dei saraceni e dei pirati francesi. La città fu occupata più volte dai francesi, negli anni 1645-1659, 1693-1697 (durante il regno del «Re Sole» Luigi XIV, che fu infine costretto a rinunciarvi col trattato di Rijswijk), 1794-1795 e infine nel 1808-1814 sotto Napoleone (che annessa tutta la zona alla Francia, all'interno del Dipartimento del Ter).
In poco più di mezzo secolo ha visto una grande crescita a livello turistico, passando da 2.703 abitanti nel 1950 a 12.991 abitanti nel 2000 e 19.896 nel 2012. Si tratta di un centro turistico con grandi zone residenziali, hotel e spiagge. Inoltre offre due porti (uno di pesca e uno sportivo). Tra i luoghi più celebri da visitare troviamo Canyelles Petites, L'Almadrava, Cap Norfeu, Punta Falconera e Montjoi'.

## Monumenti e luoghi d'interesse

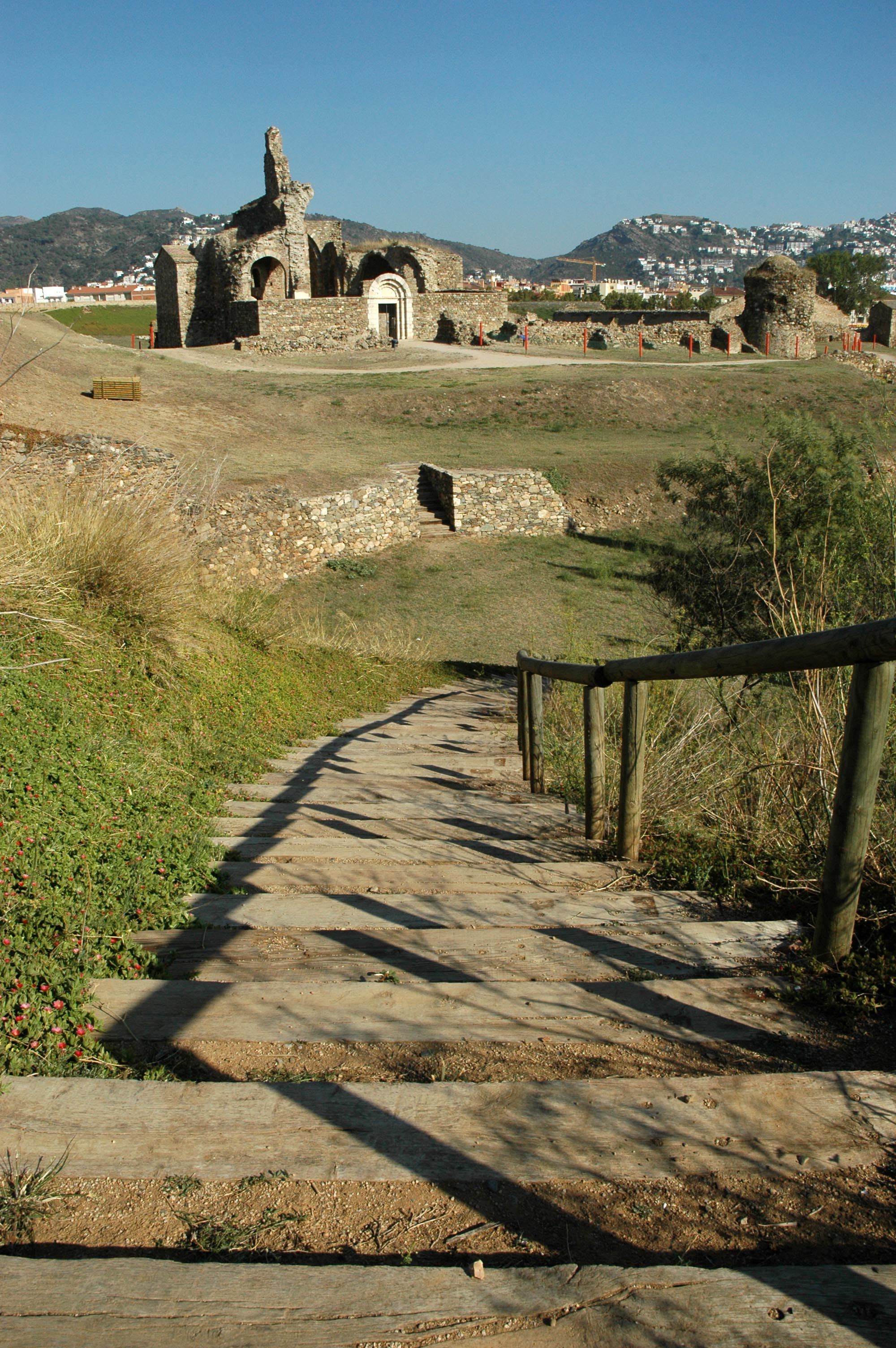
Veduta interna della Cittadella di Roses

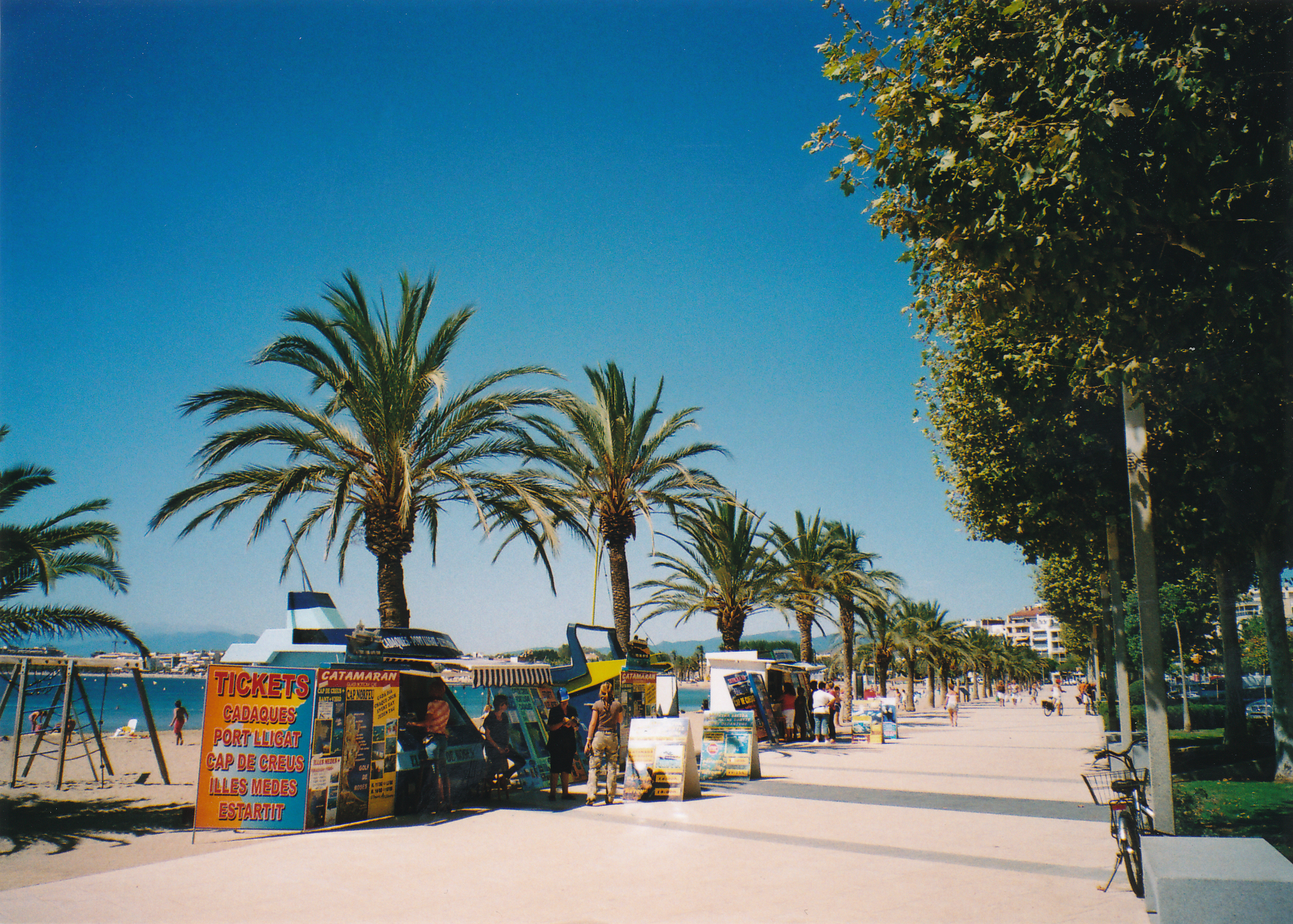
Paseo palmeral

- Dolmen de la Creu de Cobertella, è un dolmen alto 2,14 metri e con una camera interna di 5,20 x 2,45 metri.
- Castello di Bufalaranya, edificato nel X secolo e con una caratteristica forma a spiga del campo recintato (opus spicatum).
- Ecclesia Parroquial de Santa Maria, consacrata nel 1796 e costruita sulle rovine del Monastero di Santa Maria de Rosas. Alcune parti di questa antica struttura sono ancora conservate, come per esempio la cupola romanica e l'abside. La restaurazione del 1853 in stile neoclassico è stata eseguita dall'architetto Martí Sureda y Deulovol e ha riguardato la navata, le cappelle laterali e la facciata.
- Casa Mallol, edificio modernista del 1906 che ospita il municipio.
- Castillo de la Trinitad, di origine visigota e successivamente modificato da Carlo V d'Asburgo, costruito sul promontorio da cui si domina la baia di Roses e costituisce uno straordinario esempio di fortezza costiera, con piattaforme per le batterie di artiglieria a diversi livelli.
- Ciutadella è un fortificazione di stile rinascimentale di 131.480 m2 che racchiude tutti i resti archeologici della città. Entrati per la monumentale Porta de Olaz s'incontrano i resti dell'antica città greca di Rhoda fondata non prima del V secolo a.C., i resti della città romana, dei secoli II-VI e infine il Monastero di Santa Maria in stile romanico-lombardo dell'XI secolo.
- Belvedere di Santa Rosa de Puig Rom, a 225 m di altitudine con la magnifica vista della totalità del golfo, della pianura di Ampurdán, delle paludi (aiguamolls) e delle isole Medas.
- Complesso Megalitico di Rosas, circondato da un ampio spazio naturale che permette la visione dei dolmen e dei numerosi menhir sulla strada verso la Cala Montjoi.
- ElBulli, ristorante aperto fino al 2011 a Cala Montjoi, tre stelle della Guida Michelin dal 1997 al 2011, fu gestito da Ferran Adrià e dichiarato il secondo miglior ristorante al mondo.

Nei dintorni vi sono: il Parque Natural de Cap de Creus, il Parque natural d'interes nacional de Albera, il Parque Natural de l'Aiguamolls de l'Empordà, il Castellò d'Empuries antica capitale della contea di Empuries con la grande chiesa gotica di Santa Maria dei secoli XIII-XV con torre romanica, portale del Quattrocento e interno a tre navate con un retablo in alabastro del 1485. A 15 km da Roses c'è il paese di Peralada con il chiostro romanico di Sant Domenec del XII secolo, il convento del Carmen con la chiesa e il chiostro in forme gotiche, il Museo del vino e il Castello dove d'estate si svolge il celebre Festival Internacional de la Musica.

## Feste
Fiesta Major: si celebra il 15 di agosto in onore della Virgen del Carmen con musica tradizionale come habaneras e sardanas e giganti. Tra i festeggiamenti è presente una processione di barche, mentre la fine della celebrazione è segnata da fuochi d'artificio che illuminano completamente la baia.

## Amministrazione

### Gemellaggi
- Rodi